# Lịch sử sinh học

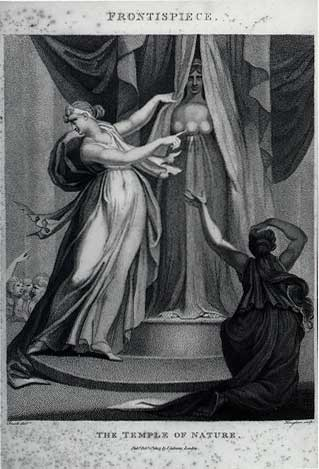
Bìa của bài thơ có chủ đề tiến hóa của Erasmus Darwin, Temple of Nature cho thấy một nữ thần vén bức màn bí ẩn của thiên nhiên (bên trong là Artemis). Tượng trưng và ẩn dụ thường đóng một vai trò quan trọng trong lịch sử sinh học.

Lịch sử sinh học là nghiên cứu lịch sử về thế giới sống từ thời cổ đại đến hiện đại. Mặc dù khái niệm sinh học với tư cách là một lĩnh vực độc lập chỉ mới xuất hiện trong thế kỷ 19, ngành khoa học này đã có tiền đề trong nhiều lĩnh vực như y học, dược học cho đến lịch sử tự nhiên, với nguồn gốc từ tận nền y học Ấn Độ cổ đại Ayurveda, y học Ai Cập cổ đại và các tác phẩm của Aristotle và Galen trong thế giới Hy-La. Các tác phẩm cổ đại được phát triển thêm trong thời kỳ Trung Cổ bởi các thầy thuốc Hồi giáo và các học giả như Avincenna. Trong thời kỳ Phục hưng và đầu thời kỳ hiện đại, những tư tưởng sinh học đã được cách mạng hóa ở châu Âu nhờ những quan tâm được làm mới lại trong chủ nghĩa kinh nghiệm và việc phát hiện nhiều sinh vật mới lạ. Những học giả nổi bật trong giai đoạn này là các nhà giải phẫu Andreas Vesalius và William Harvey, những người đã tiến hành các thí nghiệm và quan sát chi tiết trong sinh lý học; hay các nhà tự nhiên học như Carl Linnaeus và Georges Louis Leclerc, họ đã bắt đầu phân loại các loài và ghi chép hóa thạch cũng như nghiên cứu sự phát triển và tập tính sinh vật. Antonie van Leeuwenhoek khám phá ra thế giới vi sinh vật chưa từng được biết đến khi phát minh ra kính hiển vi, đặt cơ sở cho sự hình thành của thuyết tế bào. Vị thế ngày càng tăng của ngành thần học tự nhiên trong quá trình cạnh tranh với triết học cơ học (mechanical philosophy) đã thúc đẩy sự phát triển của ngành lịch sử tự nhiên (mặc dù nó vẫn còn bám vào luận cứ mục đích cho rằng Đấng sáng tạo thiết kế ra vạn vật).
Trải qua thế kỷ 18 và thế kỷ 19, khoa học sinh vật như thực vật học và động vật học đã trở thành các môn khoa học ngày càng chuyên sâu. Antoine Lavoisier và các nhà vật lý khác bắt đầu liên kết giữa thế giới hữu sinh và thế giới vô sinh thông qua ngành vật lý và hóa học. Những nhà thám hiểm-tự nhiên học như Alexander von Humboldt đã nghiên cứu về sự tương tác giữa sinh vật và môi trường sống của chúng và cách mối quan hệ này phụ thuộc vào ảnh hưởng của địa lý. Đây là nền tảng cho sự ra đời của ngành địa lý sinh học, sinh thái học và tập tính học. Các nhà tự nhiên học dần từ bỏ bản chất luận và bắt đầu xem xét vai trò quan trọng của sự tuyệt chủng và khả năng biến đổi của các loài. Học thuyết tế bào đã mang đến viễn cảnh mới về cơ sở nền tảng của sự sống. Những sự phát triển này, cũng như những kết quả nghiên cứu từ ngành phôi học và cổ sinh vật học được tổng hợp trong thuyết tiến hóa bằng chọn lọc tự nhiên của Charles Darwin. Cuối thế kỷ 19 chứng kiến sự sụp đổ của thuyết tự sinh và sự trỗi dậy của lý thuyết mầm bệnh, nhưng cơ chế của di truyền lúc này vẫn còn nằm trong lớp màn bí ẩn.
Đầu thế kỷ 20, việc tái khám phá các công trình của Gregor Mendel đã khởi đầu cho sự phát triển mạnh mẽ của di truyền học, dẫn đầu bởi Thomas Hunt Morgan và các học trò của ông. Đến những thập niên 1930, di truyền học quần thể đã kết hợp với chọn lọc tự nhiên để tạo thành thuyết tổng hợp Tân Darwin. Những ngành nghiên cứu mới đã phát triển một cách nhanh chóng, đặc biệt là sau khi Francis Crick và James D. Watson đề xuất cấu trúc của DNA. Việc thiết lập luận thuyết trung tâm và "bẻ khóa" thành công mã di truyền đã chia sinh học thành hai địa hạt là sinh học sinh vật (lĩnh vực nghiên cứu về các cơ thể sống và các nhóm cơ thể sống) và các lĩnh vực liên quan đến sinh học tế bào và sinh học phân tử. Đến cuối thế kỷ 20, các lĩnh vực mới như hệ gen học và hệ protein học lại hợp nhất hai lĩnh vực này, đó là khi các nhà sinh học sinh vật sử dụng các kỹ thuật phân tử và các nhà sinh học tế bào và sinh học phân tử bắt đầu nghiên cứu sự tương tác giữa gen và môi trường cũng như di truyền học của quần thể sinh vật trong môi trường tự nhiên.

## Từ nguyên
Từ "biology" (sinh học) trong tiếng Anh là sự kết hợp giữa hai thành phần tiếng Hy Lạp βίος (bios) mang nghĩa "cuộc sống" và hậu tố "-logy" mang nghĩa "khoa học của", "nghiên cứu về", "hiểu biết về", "nói về", dựa trên động từ tiếng Hy Lạp λέγειν (legein) có nghĩa là "lựa chọn", "tụ họp" (danh từ liên quan đến nó là λόγος (logos) có nghĩa là "từ"). Thuật ngữ sinh học với nghĩa như hiện nay được đặt ra một cách độc lập bởi Thomas Beddoes (vào năm 1799), Karl Friedrich Burdach (vào năm 1800), Gottfried Reinhold Treviranus (trong cuốn Biologie oder Philosophie der lebenden Natur, 1802), và Jean-Baptiste Lamarck (trong cuốn Hydrogéologie, 1802). Bản thân từ này xuất hiện trong tiêu đề của tập 3 sách Philosophiae naturalis sive physicae dogmaticae: Geologia, biologia, phytologia generalis et dendrologia của Michael Christoph Hanow, xuất bản năm 1766.
Trước khi có thuật ngữ "sinh học", một vài khái niệm được sử dụng để nói về bộ môn học nghiên cứu về động vật và thực vật. Lịch sử tự nhiên đề cập đến các yếu tố mô tả của sinh học, mặc dù nó cũng bao gồm khoáng vật học và các lĩnh vực khác không phải sinh học; từ thời Trung Cổ đến thời Phục hưng, bộ khung thống nhất được sử dụng của lịch sử tự nhiên được gọi là scala naturae hay Thang sinh vật. Các bộ môn như triết học tự nhiên và lý thuyết tự nhiên hàm chứa những nền tảng mang tính khái niệm và siêu hình về sự sống động vật và thực vật, đề cập đến các vấn đề như tại sao các vật thể sống tồn tại và cái cách chúng tồn tại như thế nào, mặc dù những chủ đề nghiên cứu này cũng hàm chứa cả những kiến thức trong những môn học mà ngày nay ta gọi là địa chất học, vật lý học, hóa học, và thiên văn học. Sinh lý học và thảo dược học là những lĩnh vực nghiên cứu về dược phẩm. Thực vật học, động vật học và địa chất học (trong nghiên cứu về hóa thạch) là những từ thay thế cho lịch sử tự nhiên và triết học tự nhiên vào thế kỷ 18 và 19 trước khi từ "sinh học" được chấp nhận một cách rộng rãi. Ngày nay, thuật ngữ thực vật học và động vật học vẫn được sử dụng phổ biến, mặc dù chúng bao gồm những lĩnh vực khác của sinh học.

## Kiến thức thời cổ đại và trung cổ

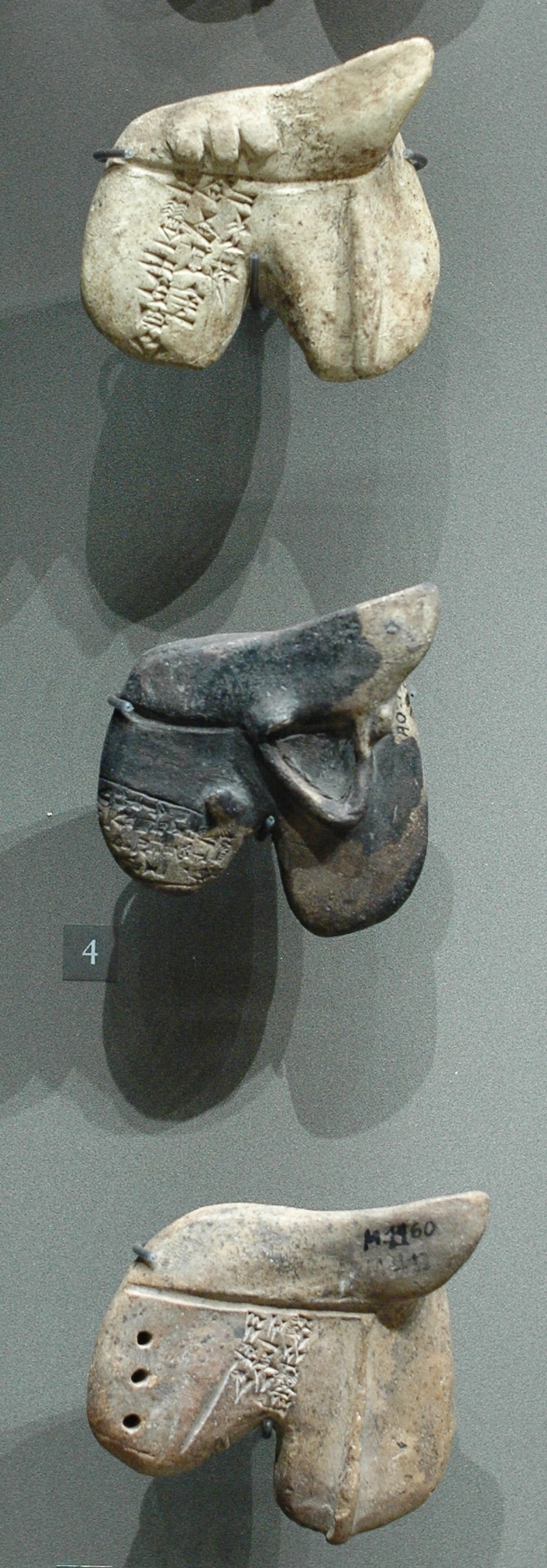
Hình gan động vật làm bằng đất sét, có niên đại gần 4000 năm, được tìm thấy ở cung điện hoàng gia tại Mari

### Những nền văn minh đầu tiên
Những người cổ xưa chắc hẳn đã truyền đạt lại kiến thức về thực vật và động vật để có thể tăng cơ hội sống sót trong tự nhiên. Các kiến thức này có thể là những hiểu biết về giải phẫu người và động vật, một số khía cạnh của tập tính động vật (chẳng hạn như di cư). Tuy nhiên, bước ngoặt lớn đầu tiên về kiến thức sinh học xuất phát từ cuộc Cách mạng nông nghiệp đầu tiên cách đây khoảng 10.000 năm. Con người lúc này bắt đầu thuần hóa thực vật để canh tác, sau đó chăn nuôi gia súc để hỗ trợ cho xã hội định cư.
Các nền văn hóa cổ đại ở Lưỡng Hà, Ai Cập, tiểu lục địa Ấn Độ, Trung Quốc và ở những khu vực khác, đã sản sinh ra các bác sĩ phẫu thuật và các học giả khoa học tự nhiên nổi tiếng như Susruta và Trương Trọng Cảnh, phản ánh các hệ thống triết học tự nhiên độc lập với nhau. Tuy nhiên, gốc rễ của sinh học hiện đại thường bắt nguồn từ truyền thống thế tục của triết học Hy Lạp cổ đại.

#### Lưỡng Hà cổ đại
Người Lưỡng Hà dường như ít quan tâm đến thế giới tự nhiên theo góc nhìn khoa học, họ chú ý đến cách các vị thần đã sắp xếp vũ trụ hơn. Bộ môn sinh lý học động vật được nghiên cứu thực ra là để hỗ trợ bói toán, đặc biệt là giải phẫu gan, một cơ quan quan trọng trong thuật bói haruspicy. Tập tính động vật cũng được nghiên cứu cho mục đích bói toán. Hầu hết thông tin về việc huấn luyện và thuần hóa động vật được phổ biến ở dạng truyền miệng, nhưng cũng tồn tại một văn bản liên quan đến việc huấn luyện ngựa.
Người Lưỡng Hà cổ đại cũng không có sự phân biệt giữa "khoa học" (theo nghĩa hiện đại) và ma thuật. Khi một người bị bệnh, các bác sĩ sẽ vừa đọc những thần chú và vừa chữa trị bằng thuốc. Các đơn thuốc y tế sớm nhất xuất hiện ở Sumer trong Triều đại thứ ba của Ur (khoảng năm 2112 - khoảng năm 2004 trước Công nguyên). Tuy nhiên, văn bản y học Babylon sâu rộng nhất là cuốn Diagnostic Handbook (Cẩm nang Chẩn đoán) được viết bởi ummânū, hay trưởng học giả, Esagil-kin-apli xứ Borsippa, dưới triều vua Babylon là Adad-apla-iddina (1069 - 1046 TCN). Trong các nền văn hóa Đông Semitic, quyền chữa bệnh nằm trong tay các thầy thuốc kiêm trừ tà gọi là āšipu. Nghề này được truyền từ cha sang con và rất được trọng vọng. Hiếm gặp hơn là asu, tức những người chữa lành các triệu chứng thể chất bằng cách kết hợp các loại thảo mộc, sản phẩm động vật và khoáng vật, cũng như các loại thuốc uống, thuốc mỡ hoặc thuốc đắp. Những thầy thuốc này, có thể là nam hoặc nữ, cũng có thể băng bó vết thương, nắn chân tay và thực hiện các ca phẫu thuật đơn giản. Người Lưỡng Hà cổ đại cũng thực hành các phép phòng bệnh và các biện pháp để ngăn chặn sự lây lan của bệnh.

#### Truyền thống Trung Quốc cổ đại
Ở Trung Quốc cổ đại, các chủ đề liên quan đến sinh học có thể được tìm thấy rải rác trên một số lĩnh vực khác nhau, chẳng hạn như các bài thuốc của những thầy thuốc Bắc, bác sĩ, nhà giả kim và cả những nhà triết học. Chẳng hạn, tư tưởng Đạo giáo truyền thống trong giả kim thuật Trung Quốc có thể được coi là một phần của khoa học đời sống do nhấn mạnh vào sức khỏe (với mục tiêu cuối cùng là bào chế ra thuốc trường sinh bất lão). Hệ thống y học cổ điển Trung Quốc thường xoay quanh các học thuyết về âm dương ngũ hành. Các nhà tư tưởng Đạo giáo, như Trang Tử ở thế kỷ thứ 4 trước Công nguyên, cũng bày tỏ những ý tưởng liên quan đến tiến hóa, như phủ nhận sự bất biến của các loài sinh học và suy đoán rằng các loài đã phát triển các đặc tính khác nhau để đáp ứng với các môi trường khác nhau.

#### Truyền thống Ấn Độ cổ đại
Một trong những hệ thống y học có tổ chức lâu đời nhất mà chúng ta biết có nguồn gốc từ tiểu lục địa Ấn Độ là tác phẩm Ayurveda ("tri thức cuộc sống") có vào khoảng 1500 năm trước Công nguyên, một phần của Atharvaveda (một trong bốn cuốn sách cổ nhất về kiến thức, trí tuệ và văn hóa Ấn Độ).
Ayurveda của người Ấn Độ cổ đại đã phát triển độc lập khái niệm ba thể dịch ("dịch của cơ thể"), giống như thuyết bốn thể dịch của y học Hy Lạp cổ đại, mặc dù hệ thống Ayurveda còn có các thông tin bổ trợ khác, chẳng hạn như cơ thể bao gồm năm yếu tố và bảy loại mô cơ bản. Các tác giả Ayurveda cũng phân loại các sinh vật sống thành bốn loại dựa trên phương pháp sinh nở (sinh ra từ tử cung, từ trứng, từ nhiệt & độ ẩm và từ hạt) và cũng giải thích chi tiết những ý niệm về thai nhi. Người Ấn Độ cổ đại cũng đã có những tiến bộ đáng kể trong lĩnh vực phẫu thuật; nhưng kiến thức này thường không đến từ giải phẫu người hoặc giải phẫu sinh thể động vật. Một trong những chuyên luận Ayurveda sớm nhất là Sushruta Samhita, được cho là do Sushruta viết vào thế kỷ thứ 6 trước Công nguyên. Đây cũng là một trong những sách dược liệu (materia medica) đầu tiên, mô tả 700 cây thuốc, 64 chế phẩm từ khoáng vật và 57 chế phẩm từ nguồn động vật.

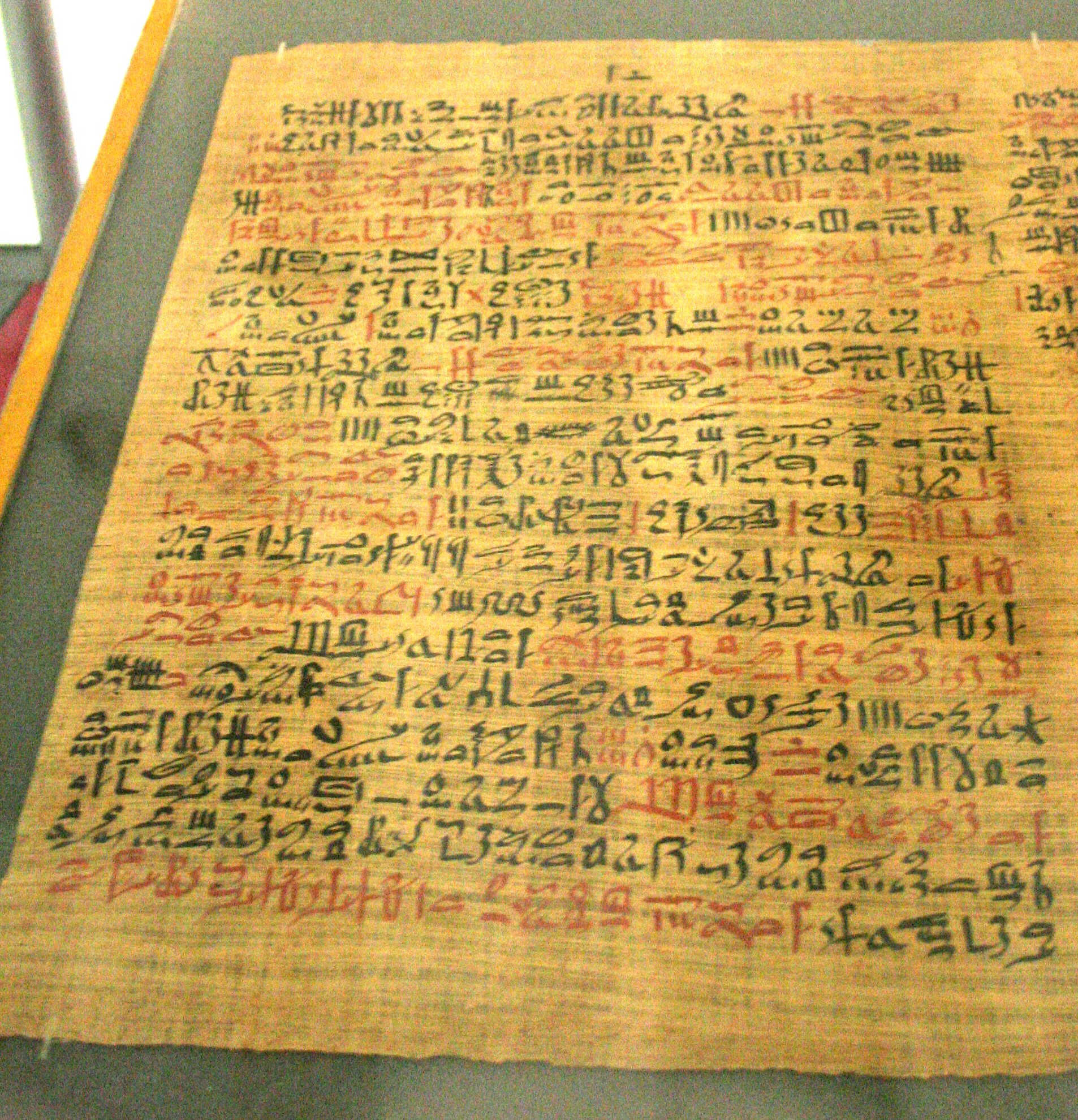
Văn bản giấy cói Ebers, chứa khoảng 700 câu thần chú và các liệu pháp chữa trị đương thời.

#### Truyền thống Ai Cập cổ đại
Hơn một chục cuộn giấy cói về y thuật đã được bảo tồn đến tận ngày nay, đáng chú ý nhất là văn bản giấy cói Edwin Smith (cẩm nang phẫu thuật lâu đời nhất còn được giữ lại) và văn bản giấy cói Ebers (một cuốn sổ tay chuẩn bị và sử dụng dược liệu để trị các bệnh khác nhau), cả hai đều có từ thế kỷ 16 trước Công nguyên.
Ai Cập cổ đại cũng được được biết với việc phát triển kỹ thuật bảo quản thi thể, nổi tiếng nhất là ướp xác, nhằm giữ lại hài cốt của con người và ngăn chặn việc phân hủy.

### Truyền thống Hy Lạp và La Mã cổ đại
Các nhà triết học tiền Socrates đã đặt ra các câu hỏi về sự sống nhưng không có nhiều kiến thức có hệ thống chuyên về sinh học. Chẳng hạn, những nhà triết học theo phái nguyên tử luận muốn giải thích sự sống bằng thuần túy vật lý, quan niệm này cũng sẽ còn lặp lại nhiều lần trong lịch sử sinh học. Tuy nhiên, các lý thuyết y học của Hippocrates và những môn đệ của ông, đặc biệt là thuyết thể dịch, để lại những ảnh hưởng lâu dài.

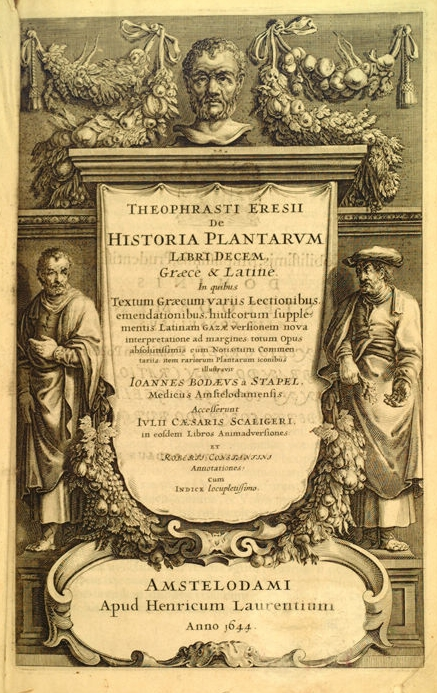
Trang bìa cho phiên bản mở rộng và có minh họa của cuốn Lịch sử thực vật, năm 1644. Tác phẩm này được viết bởi Theophrastus khoảng năm 300 TCN.

Nhà triết học Aristotle là học giả có ảnh hưởng nhất trong lĩnh vực thế giới sống vào thời cổ đại. Dù những tác phẩm đầu tiên của ông trong triết học tự nhiên chỉ là suy đoán, các tác phẩm sinh học sau này của Aristotle đã mang tính kinh nghiệm hơn, tập trung vào nguyên nhân sinh học và sự đa dạng của sinh giới. Ông đã thực hiện vô số quan sát về thiên nhiên, đặc biệt là những nét chính và những thuộc tính của thực vật và động vật ở thế giới xung quanh. Ông cũng dành thời gian và công sức đáng kể để phân loại những đối tượng này. Tổng cộng, Aristotle đã phân loại 540 loài động vật và giải phẫu ít nhất 50 loài trong số đó. Ông tin rằng mục đích trí tuệ, nguyên nhân cấu trúc (một trong bốn nguyên nhân trong góc nhìn triết luận của Aristole), đã chỉ dẫn tất cả các quá trình tự nhiên.
Aristotle và gần như tất cả các học giả phương Tây sau ông cho đến thế kỷ 18, tin rằng các sinh vật được sắp xếp theo một mức độ hoàn thiện tăng dần từ thực vật lên đến con người, đây gọi là thang sinh vật hay scala naturae. Người kế tục của Aristotle tại Lyceum, Theophrastus, đã viết một loạt sách về thực vật học-cuốn History of Plants (Lịch sử thực vật). Cuốn sách này đã được giữ lại và được coi là đóng góp quan trọng nhất của thời cổ đại cho thực vật học, ngay cả vào thời Trung cổ. Nhiều tên do Theophrastus đặt vẫn được sử dụng cho đến ngày nay, chẳng hạn như carpo để chỉ trái cây và pericarpion để chỉ vỏ của hạt giống. Tiên phong trong lĩnh vực của mình, Pedanius Dioscorides đã viết một cuốn bách khoa dược liệu, De Materia Medica, kết hợp các mô tả của khoảng 600 loại cây và công dụng của chúng trong y học. Pliny cha, trong cuốn Natural History (Lịch sử tự nhiên) của mình, cũng đã lập nên một cuốn bách khoa toàn thư tương tự từ những sự vật trong tự nhiên, trong đó có cả nhiều loài thực vật và động vật.
Một vài học giả trong thời kỳ Hy Lạp hóa dưới triều vua Ptolemy, đặc biệt là Herophilus vùng Chalcedon và Erasistratus vùng Chios, đã chỉnh sửa các tác phẩm về sinh lý của Aristotle, thậm chí còn thực hiện mổ xẻ và giải phẫu sinh thể. Các tác phẩm của thầy thuốc Claudius Galen thì trở thành chuẩn mực quan trọng nhất về y học và giải phẫu. Mặc dù một số nhà triết học của phái nguyên tử luận cổ đại như Lucretius đã thách thức quan điểm mục đích luận của Aristote (là cho rằng tất cả các khía cạnh của cuộc sống là kết quả của thiết kế có mục đích), mục đích luận (và sau sự trỗi dậy của Kitô giáo, thần học tự nhiên) sẽ vẫn là trung tâm của những tư tưởng sinh học cho đến tận thế kỷ 18 và 19. Ernst W. Mayr lập luận rằng "Không có bất kỳ tiến bộ thực sự nào trong lĩnh vực sinh học từ sau Lucretius và Galen cho đến thời Phục hưng". Những ý tưởng truyền thống về lịch sử tự nhiên và y học Hy Lạp vẫn tồn tại, nhưng chúng thường không được nghi ngờ ở châu Âu vào thời trung cổ.

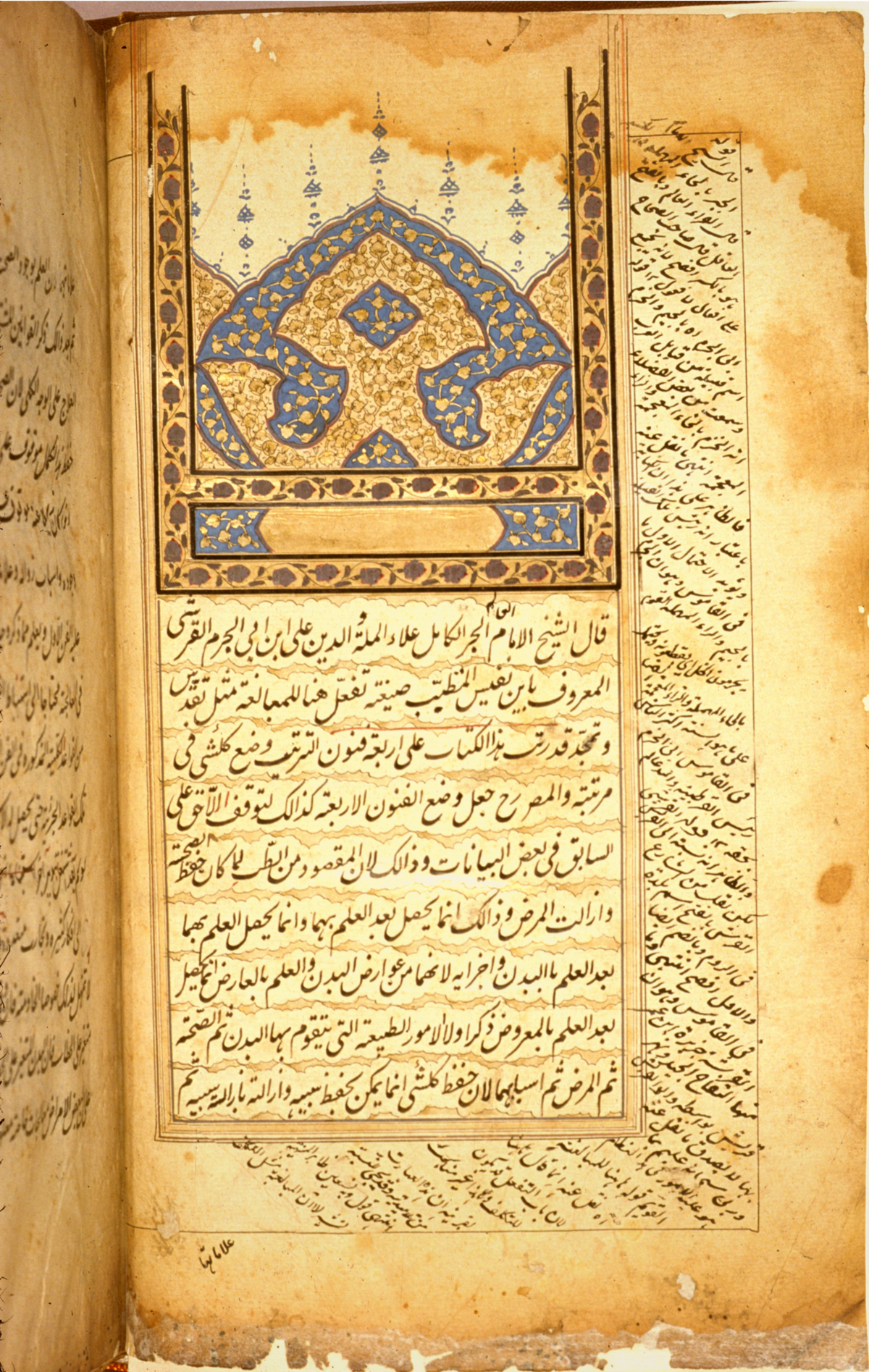
Một công trình nghiên cứu y sinh của Ibn al-Nafis, một trong những người tiên phong trong giải phẫu thực nghiệm, người đã phát hiện ra tuần hoàn phổi và hệ mạch vành.

### Hiểu biết vào thời Trung cổ và ở thế giới đạo Hồi
Sự suy tàn của Đế chế La Mã khiến nhiều kiến thức bị tiêu hủy hoặc bị thất truyền, dù các bác sĩ vẫn kết hợp nhiều khía cạnh của truyền thống Hy Lạp vào giảng dạy và thực hành. Ở Byzantium và thế giới Hồi giáo, nhiều tác phẩm của Hy Lạp đã được dịch sang tiếng Ả Rập và nhiều tác phẩm của Aristotle đã được bảo tồn.
Trong thời Trung kỳ Trung cổ, một vài học giả châu Âu như Hildegard von Bingen, Albertus Magnus và Frederick II đã viết về lịch sử tự nhiên. Sự vươn lên của các trường đại học châu Âu, mặc dù rất quan trọng đối với sự phát triển của vật lý và triết học, lại không có nhiều tác động đến lĩnh vực sinh học.

## Thời Phục hưng và những phát triển hiện đại đầu tiên

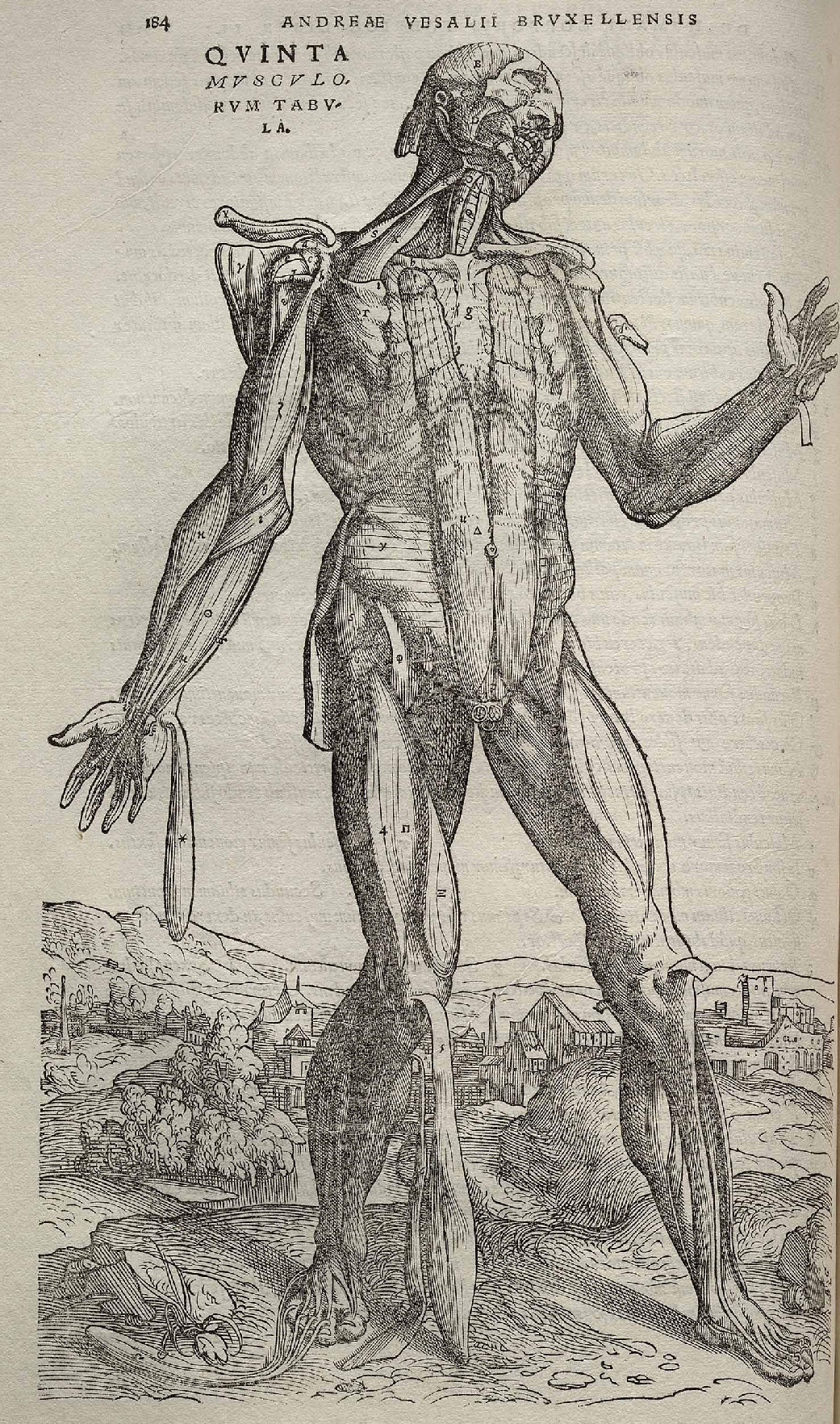
Tác phẩm "Về cấu trúc con người" của Vesalius nổi tiếng với những hình minh họa chính xác, tinh vi và đẹp mắt. Bên cạnh đó, các tư thế được vẽ cũng mang cả những ý nghĩa ẩn dụ.

Quá trình Phục hưng ở châu Âu đã làm tăng sự quan tâm đến cả lịch sử tự nhiên và sinh lý học thực nghiệm. Năm 1543, Andreas Vesalius đã đánh dấu kỷ nguyên hiện đại của y học phương Tây với chuyên luận giải phẫu người xuất sắc của ông là De humani corporis fabrica ("Về cấu trúc con người"), với kiến thức dựa trên việc mổ xẻ trực tiếp tử thi. Vesalius là người đầu tiên trong một loạt các nhà giải phẫu học đang dần thay thế chủ nghĩa kinh viện bằng chủ nghĩa kinh nghiệm trong sinh lý học và y học (tức là dựa vào thực nghiệm quan sát được hơn là uy quyền và lý luận trừu tượng của các tác phẩm kinh điển). Thông qua bộ môn thảo dược học, dược liệu cũng gián tiếp là nguồn gốc của chủ nghĩa kinh nghiệm trong nghiên cứu thực vật. Otto Brunfels, Hieronymousus Bock và Leonhart Fuchs đã viết nhiều về các loài thực vật hoang dại, khởi đầu của một cách tiếp cận dựa trên tự nhiên đối với toàn bộ thế giới thực vật. Những cuốn bách khoa thư về thú (bestiary), một kiểu từ điển kết hợp cả những loài vật tự nhiên và những loài tưởng tượng (chẳng hạn như người cá, nhân sư), cũng trở nên tinh xảo hơn, đặc biệt là với các tác phẩm của William Turner, Pierre Belon, Guillaume Rondelet, Conrad Gessner và Ulisse Aldrovandi.
Các họa sĩ như Albrecht Dürer và Leonardo da Vinci, thường làm việc với các nhà tự nhiên học, cũng quan tâm đến cơ thể của động vật và con người, nghiên cứu chi tiết về sinh lý học và đóng góp vào sự phát triển của kiến thức giải phẫu. Các kiến thức xa xưa về thuật giả kim và ma thuật tự nhiên, đặc biệt là trong tác phẩm của Paracelsus, cũng đặt ra những đòi hỏi về kiến thức đối với thế giới sống. Những nhà giả kim đã bắt đầu nghiên cứu chất hữu cơ để phân tích hóa học và cũng bắt đầu tự do thí nghiệm với những liệu thuốc, cả hữu cơ và vô cơ. Đây là một phần của sự chuyển dịch lớn hơn trong cách nhìn thế giới (với sự trỗi dậy của triết học cơ học) và vẫn tiếp tục đến tận thế kỷ 17, phép ẩn dụ truyền thống tự nhiên là sinh vật dần được thay thế bằng tự nhiên là cỗ máy.

### Tiến bộ trong thế kỷ 17 và 18
Hệ thống hóa, đặt tên và phân loại lịch sử tự nhiên là mối quan tâm hàng đầu trong suốt phần lớn thế kỷ 17 và 18. Carl Linnaeus đã xuất bản một sách phân loại cơ bản cho thế giới tự nhiên vào năm 1735 (các biến thể đã được sử dụng kể từ đó). Đến những năm 1750, ông đã giới thiệu tên khoa học (danh pháp hai phần) cho tất cả các loài của mình. Trong khi Linnaeus quan niệm các loài là một phần không thay đổi của một hệ thống phân cấp được thiết kế sẵn (hãy nhớ về Thang sinh vật đã được đề cập ở trên), thì nhà tự nhiên học vĩ đại khác của thế kỷ 18, Georges Louis Leclerc, Bá tước xứ Buffon, coi các loài là khái niệm do con người đặt ra và có thể thay đổi, thậm chí ông còn gợi ý về tổ tiên chung. Mặc dù phản đối thuyết tiến hóa, Buffon với tư tưởng Biến hình luận là một nhân vật chủ chốt trong lịch sử tư tưởng tiến hóa; công trình của ông sẽ ảnh hưởng đến các lý thuyết tiến hóa của cả Lamarck và Darwin.
Việc phát hiện và mô tả các loài mới cũng như sưu tập mẫu vật trở thành niềm đam mê của các quý ông khoa học và là một cơ hội sinh lợi (dù đầy mạo hiểm) cho các doanh nhân. Nhiều nhà tự nhiên học đã gan dạ chu du khắp thế giới để tìm kiếm kiến thức khoa học và phiêu lưu.

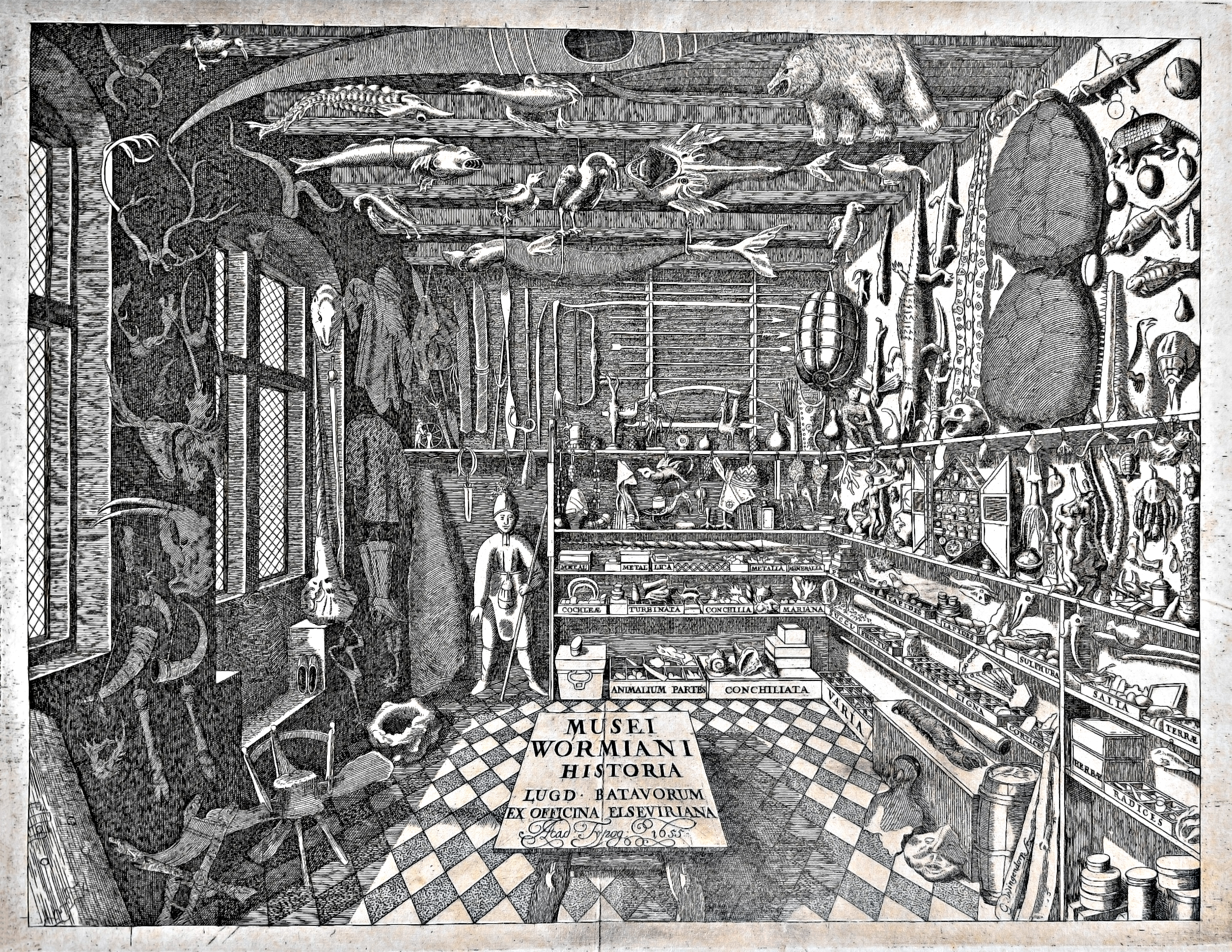
Những Phòng Tò mò, chẳng hạn như căn phòng này ở Ole Worm, là trung tâm kiến thức sinh học trong thời kỳ đầu hiện đại, là nơi tập trung của những sinh vật kỳ lạ của khắp mọi nơi trên thế giới. Trước Thời đại Khám phá, các nhà tự nhiên không thể tưởng tượng ra sự đa dạng khổng lồ trong sinh giới.

Mở rộng công trình của Vesalius thành các thí nghiệm trên những cơ thể còn sống (của cả người và động vật), William Harvey và các nhà triết học tự nhiên khác đã tìm hiểu vai trò của máu, tĩnh mạch và động mạch. Cuốn sách của Harvey, De motu cordis (1628) là khởi đầu cho việc chấm dứt uy quyền của Galen trong y học. Cùng với các nghiên cứu về chuyển hóa của Santorio Santorio, cuốn sách là hình mẫu có ảnh hưởng trong cách tiếp cận định lượng đối với sinh lý học.
Đầu thế kỷ 17, qua kính hiển vi, một thế giới hoàn toàn mới được hé mở trong sinh học. Một vài những thợ làm mắt kính và các nhà triết học tự nhiên đã tạo ra kính hiển vi thô từ cuối thế kỷ 16, Robert Hooke đã công bố cuốn Vi thể (Micrographia) dựa trên các quan sát bằng kính hiển vi kép của chính ông vào năm 1665. Nhưng phải đến khi Antonie van Leeuwenhoek bắt đầu cải tiến mạnh mẽ kính hiển vi vào những thập niên 1670 với độ phóng đại đạt tới 200 lần chỉ với một thấu kính duy nhất thì các học giả mới phát hiện ra tinh trùng, vi khuẩn, các loài trùng cỏ và khám phá sự kỳ diệu và đa dạng của thế giới vi mô. Những nghiên cứu tương tự của Jan Swammerdam cũng thu hút những mối quan tâm về côn trùng học; ông cũng xây dựng các kỹ thuật cơ bản của phương pháp giải phẫu và nhuộm vi mô.

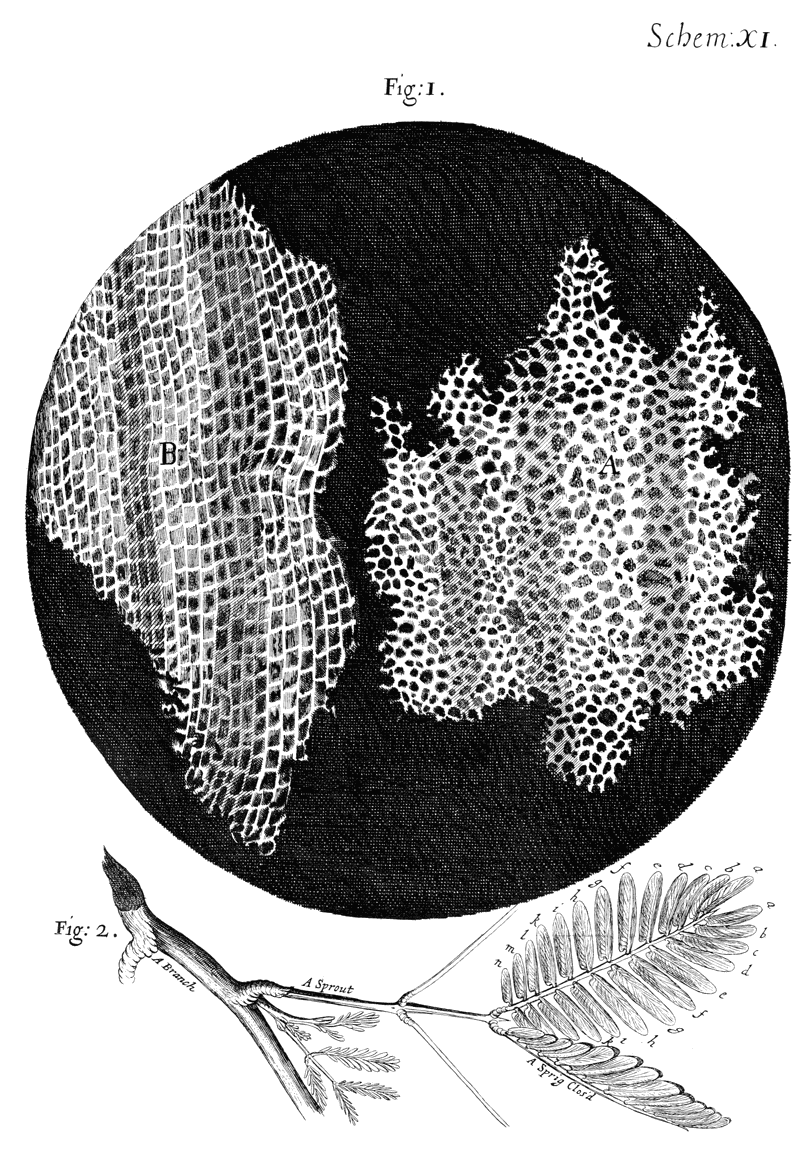
Trong cuốn Vi thể, Robert Hooke đã đặt ra thuật ngữ "tế bào" cho các cấu trúc sinh học được nhìn thấy trên vỏ cây này, nhưng mãi đến thế kỷ 19, các nhà khoa học mới coi tế bào là đơn vị cơ bản chung của sự sống.

Trong khi thế giới vi mô đang mở rộng, thế giới vĩ mô lại dần thu hẹp lại. Các nhà thực vật học như John Ray đã làm việc để tích hợp vô số các sinh vật mới được phát hiện từ khắp nơi trên thế giới vào một hệ thống phân loại thống nhất và một quan điểm thần học mạch lạc (thần học tự nhiên). Tranh luận về trận Đại hồng thủy trong sách Sáng thế đã thúc đẩy cho sự phát triển của cổ sinh vật học. Năm 1669, Nicholas Steno đã xuất bản một bài tiểu luận về việc những tàn dư của các sinh vật sống có thể bị kẹt trong các lớp trầm tích và bị khoáng hóa để tạo nên hóa thạch. Mặc dù các quan điểm về hóa thạch của Steno khá phổ biến và được tranh luận nhiều giữa các nhà triết học tự nhiên, ý tưởng cho rằng tất cả hóa thạch có nguồn gốc hữu cơ không đạt được sự đồng thuận trong giới học thuật cho đến tận cuối thế kỷ 18 do những tranh luận về triết học và thần học với các vấn đề như tuổi của Trái Đất và sự tuyệt chủng.

## Thế kỷ 19: Sự bùng nổ của các ngành sinh học
Trước thế kỷ 19, phạm vi sinh học chủ yếu nằm trong ranh giới của y học, liên quan đến các câu hỏi về cấu trúc và chức năng (nghĩa là sinh lý học) và lịch sử tự nhiên, liên quan đến đa dạng thế giới sống, sự tương tác giữa các dạng sống khác nhau và cả tương tác giữa những thứ sống và không sống. Đến năm 1900, phần lớn các lĩnh vực này chồng chéo lẫn nhau, còn lịch sử tự nhiên (và bộ môn gần gũi triết học tự nhiên) phần lớn đã nhường chỗ cho các ngành khoa học chuyên ngành hơn như tế bào học, vi khuẩn học, hình thái học, phôi học, địa lý học và địa chất học.

### Lịch sử tự nhiên và triết học tự nhiên

Trong hành trình của mình, Alexander von Humboldt đã lập bản đồ phân bố thực vật trên các cảnh quan và ghi lại một loạt các điều kiện vật lý như áp suất và nhiệt độ. Như ở đây là sơ đồ nổi tiếng của ông, ghi lại các quần thể thực vật đặc trưng thay đổi theo sườn núi Chimborazo.

Cuộc phiêu lưu của các nhà tự nhiên từ đầu thế kỷ 19 đến giữa thế kỷ 19 đã cho biết vô số thông tin mới về sự đa dạng và phân bố của các sinh vật sống. Đặc biệt quan trọng trong số này là các công trình của Alexander von Humboldt. Ông đã phân tích mối quan hệ giữa các sinh vật và môi trường của chúng (một lĩnh vực của lịch sử tự nhiên) bằng cách sử dụng các phương pháp định lượng của triết học tự nhiên (tức là sử dụng vật lý và hóa học). Công trình của Humboldt đã đặt nền móng cho địa lý sinh học và truyền cảm hứng cho nhiều thế hệ các nhà khoa học sau đó.

#### Địa lý học và cổ sinh vật học
Các ngành địa chất học mới nổi cũng đưa lịch sử tự nhiên và triết học tự nhiên lại gần nhau hơn. Việc lập ra địa tầng học đã liên kết sự phân bố không gian và thời gian của sinh vật, là tiền đề của các khái niệm tiến hóa. Georges Cuvier và những người khác đã có những bước tiến lớn trong giải phẫu so sánh và cổ sinh vật học vào cuối những năm 1790 cho đến đầu thế kỷ 19. Trong một loạt các bài giảng và bài báo so sánh chi tiết giữa động vật có vú và hóa thạch, Cuvier đã có thể xác định rằng: hóa thạch là di sản của loài đã tuyệt chủng chứ không phải là loài vẫn còn sống ở nơi khác trên thế giới, như thời đó người ta vẫn nghĩ. Hóa thạch cũng được phát hiện và mô tả bởi nhiều người khác như Gideon Mantell, William Buckland, Mary Anning và Richard Owen đã giúp chỉ ra rằng: từng có một "thời đại của bò sát" trước cả khi có động vật có vú thời tiền sử. Những khám phá này khơi gợi được tưởng tượng của công chúng và đã thu hút sự chú ý vào lịch sử sự sống trên Trái Đất. Hầu hết các nhà địa chất học ủng hộ thuyết thảm họa (cho rằng sự biến đổi của Trái Đất là do trải qua những "thảm họa", chẳng hạn như đại hồng thủy, và chịu sự chi phối của những nguyên tắc khác với bây giờ), nhưng cuốn Principles of Geology (Nguyên lý Địa chất học, 1830) có ảnh hưởng của Charles Lyell lại phổ biến và tăng thêm sức nặng cho thuyết bất biến (hay thuyết đồng nhất) của Hutton, cho rằng Trái Đất trải qua những biến đổi từ từ và chịu ảnh hưởng bởi những quy tắc giống với hiện tại.

#### Tiến hóa và địa lý sinh học

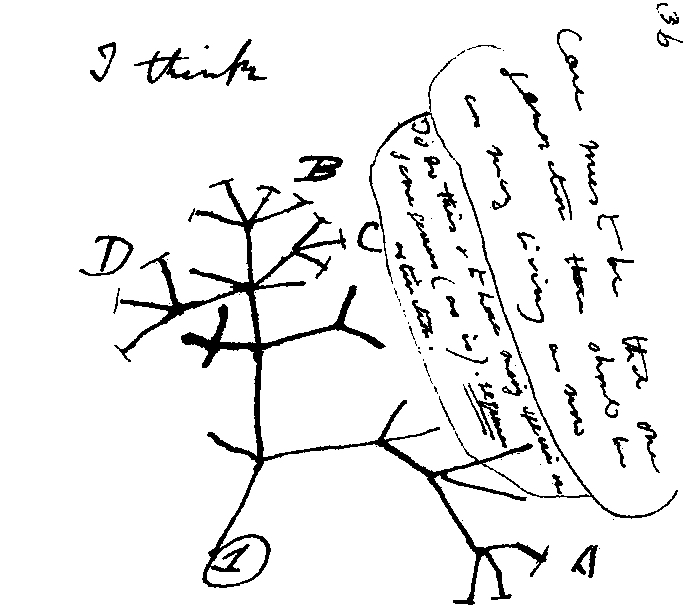
"Tôi nghĩ..." Bản phác đầu tiên về cây tiến hóa của Charles Darwin trong cuốn Ghi chép đầu tiên về sự biến đổi của các loài (1837)

Lý thuyết tiến hóa quan trọng nhất trước Darwin là của Jean-Baptiste Lamarck; dựa trên sự kế thừa các đặc điểm thu được (một cơ chế di truyền được chấp nhận rộng rãi cho đến thế kỷ 20), lý thuyết này đã mô tả một chuỗi phát triển trải dài từ vi khuẩn bậc thấp nhất cho đến con người. Nhà tự nhiên học kiệt xuất người Anh là Charles Darwin đã kết hợp cách tiếp cận địa lý sinh học của Humboldt, các nguyên tắc bất biến của Lyell, các tác phẩm của Thomas Malthus về tăng trưởng dân số, và chuyên môn của ông là hình thái học để tạo ra một lý thuyết tiến hóa thuyết phục hơn dựa trên chọn lọc tự nhiên. Khá trùng hợp, những bằng chứng tương tự cũng được Alfred Russel Wallace độc lập đưa ra kết luận tương tự.
Việc xuất bản lý thuyết của Darwin trong cuốn Nguồn gốc các loài theo phương pháp chọn lọc tự nhiên, hay việc bảo tồn các chủng ưu thế trong cuộc đấu tranh sinh tồn vào năm 1845 thường được coi là sự kiện trung tâm trong lịch sử sinh học hiện đại. Uy tín Darwin trong lĩnh vực tự nhiên học, giọng văn tỉnh táo của tác phẩm, cộng với lượng bằng chứng vô cùng nhiều và có sức nặng, cuốn Nguồn gốc các loài đã thành công vang dội, trong khi các công trình tiến hóa trước đây như cuốn Vestiges of Creation (Tàn tích của Sáng thế) đã thất bại. Hầu hết các nhà khoa học đã bị thuyết phục về sự tiến hóa và tổ tiên chung vào cuối thế kỷ 19. Tuy nhiên, chọn lọc tự nhiên sẽ không được chấp nhận là cơ chế tiến hóa chính cho đến tận thế kỷ 20, vì hầu hết các lý thuyết di truyền đương thời dường như không phù hợp với sự di truyền các biến dị ngẫu nhiên.
Wallace, người kế tục các công trình của de Candolle, Humboldt và Darwin, đã có những đóng góp lớn cho ngành Địa lý động vật học. Vì quan tâm đến giả thuyết biến đổi, ông đặc biệt chú ý đến sự phân bố địa lý của các loài gần gũi trong quá trình nghiên cứu thực địa, đầu tiên là ở Nam Mỹ và sau đó là ở quần đảo Malay. Khi ở trong quần đảo, ông đã xác định được đường Wallace: một đường chạy cắt ngang qua quần đảo Spice, phân tách hệ động vật của quần đảo thành hai vùng rõ rệt là vùng châu Á và vùng New Guinea/Úc. Câu hỏi mấu chốt mà ông đặt ra ở đây, tại sao hai hòn đảo với khí hậu rất giống nhau lại có hệ động vật khác nhau đến vậy, chỉ có thể được trả lời bằng cách xem xét nguồn gốc của chúng. Năm 1876, ông đã viết cuốn The Geographical Distribution of Animals (Phân bố địa lý của động vật), là tác phẩm tham khảo tiêu chuẩn trong hơn nửa thế kỷ, và phần tiếp theo, Island Life (Sự sống ở đảo), vào năm 1880 tập trung vào địa lý sinh học ở đảo. Ông đã mở rộng hệ thống sáu vùng được phát triển bởi Philip Sclater, vốn dùng để mô tả sự phân bố địa lý của các loài chim, cho các loại động vật. Phương pháp lập bảng dữ liệu của ông về các nhóm động vật tại các khu vực địa lý đã nêu bật những điểm gián đoạn. Mối quan tâm của Wallace đến tiến hóa giúp ông đưa ra những giải thích hợp lý, điều chưa từng được thực hiện trước đây.

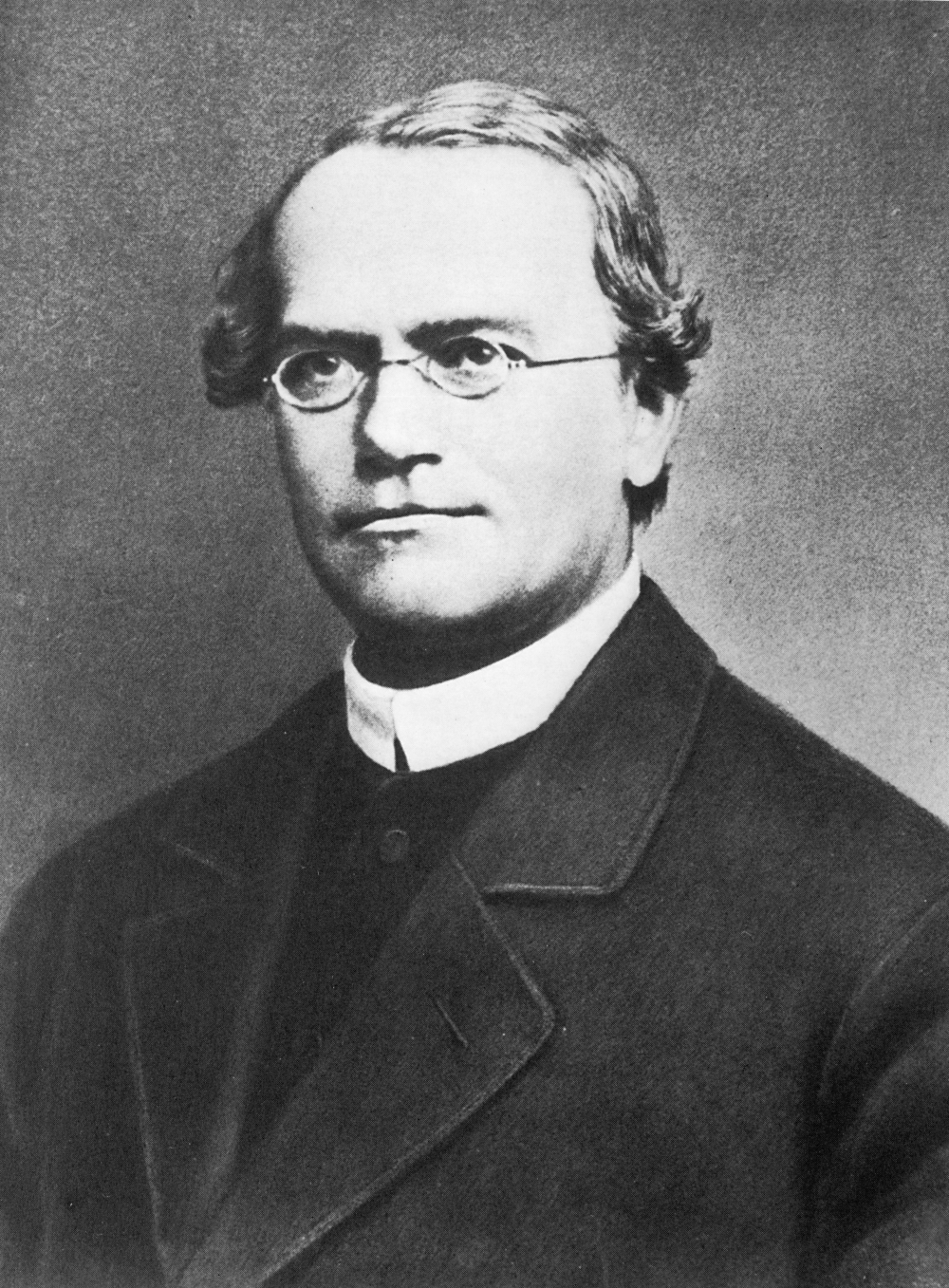
Những công trình nghiên cứu trên đậu Hà Lan của mục sư Gregor Mendel không được công nhận khi ông còn sống. Nhưng ngày nay, ông được coi là cha đẻ của ngành di truyền học hiện đại.

Các nghiên cứu khoa học về di truyền đã phát triển nhanh chóng sau dấu mốc Nguồn gốc các loài của Darwin, với các tác phẩm của Francis Galton và nhà thống kê sinh học khác. Công trình năm 1866 của mục sư Gregor Mendel về các quy luật di truyền thường được coi là cột mốc đầu tiên của di truyền học. Tuy nhiên, tác phẩm của ông chìm vào quên lãng và không được công nhận cho đến tận 35 năm sau đó. Trong khi đó, một loạt các lý thuyết khác về di truyền (dựa trên thuyết mầm, thuyết tiến hóa thần học hoặc các thuyết khác) đã được tranh luận và nghiên cứu mạnh mẽ. Phôi học và sinh thái học cũng trở thành lĩnh vực sinh học trung tâm, đặc biệt là nhờ mối liên kết của chúng với tiến hóa và được đông đảo mọi người biết đến qua công trình của Ernst Haeckel. Tuy nhiên, trong hầu hết thế kỷ 19, di truyền không nằm trong lĩnh vực lịch sử tự nhiên, mà là về sinh lý học thực nghiệm.

### Sinh lý học
Trong suốt thế kỷ 19, phạm vi sinh lý học đã mở rộng rất nhiều, từ chỉ nghiên cứu chủ yếu về mặt y học đến nghiên cứu các khía cạnh vật lý và hóa học của thế giới sống, bao gồm cả thực vật, động vật và thậm chí cả vi sinh vật. Sinh vật là một cỗ máy trở thành một phép ẩn dụ chi phối trong tư duy sinh học và xã hội.

#### Lý thuyết tế bào, phôi học và lý thuyết mầm bệnh

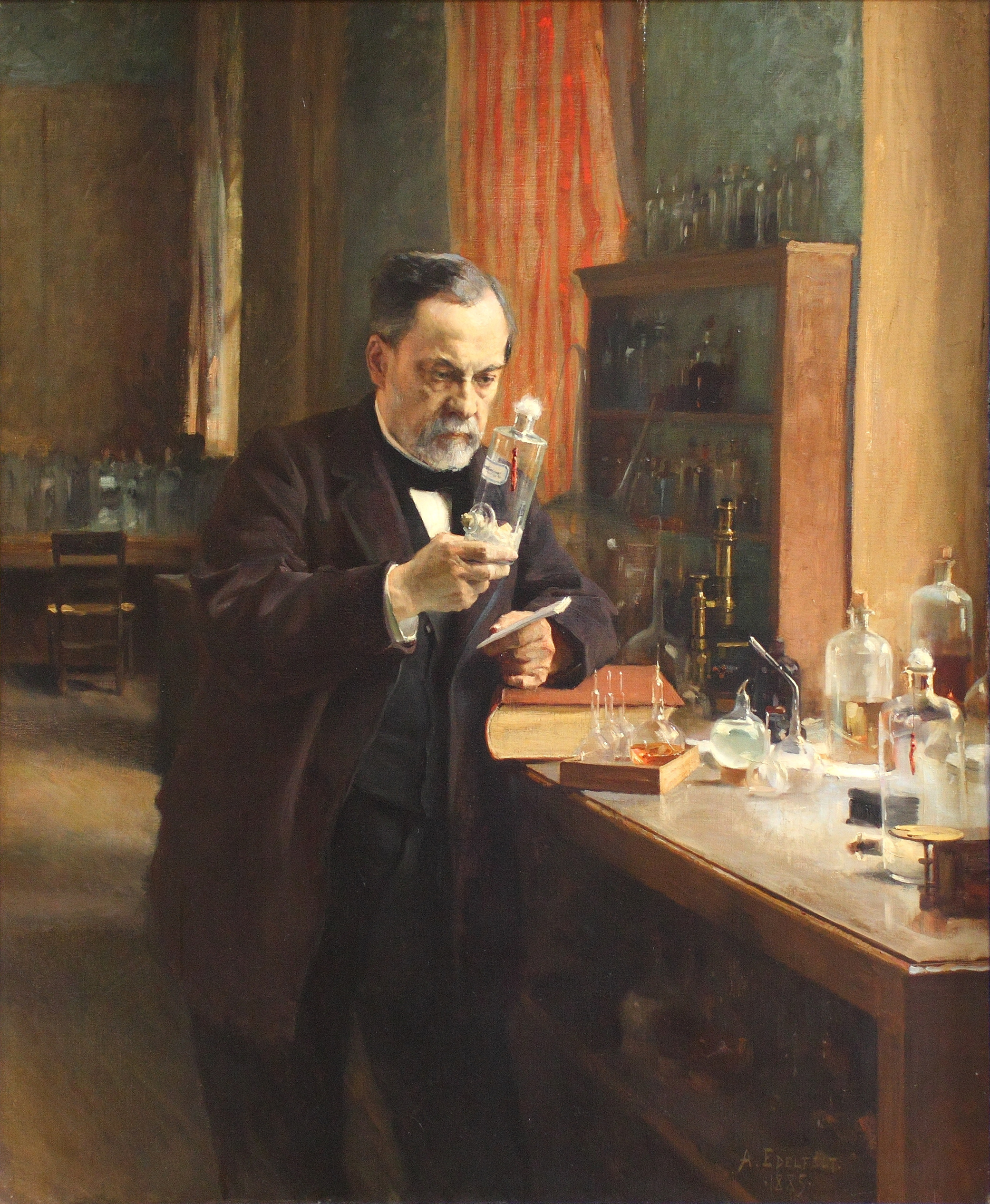
Những dụng cụ và phương pháp thí nghiệm tiên tiến được phát triển bởi Louis Pasteur và các nhà sinh học khác đã nâng tầm ngành vi khuẩn học vào thế kỷ 19.

Những cải tiến ở kính hiển vi cũng có tác động sâu sắc đến tư duy sinh học. Vào đầu thế kỷ 19, một số nhà sinh học đã chỉ ra tầm quan trọng đặc biệt của tế bào. Vào năm 1838 và 1839, Schleiden và Schwann bắt đầu thúc đẩy các quan điểm rằng (1) đơn vị cơ bản của sinh vật là tế bào và (2) mỗi tế bào đều mang tất cả các đặc điểm của sự sống, nhưng họ lại bất đồng ở điểm (3) tất cả các tế bào đều đến từ sự phân chia của các tế bào khác. Tuy nhiên, nhờ công trình của Robert Remak và Rudolf Virchow, đến thập niên 1860, hầu hết các nhà sinh học đã chấp nhận cả ba nguyên lý trên, nay được biết đến với tên gọi: học thuyết tế bào.
Học thuyết tế bào khiến các nhà sinh vật học nhìn nhận mỗi sinh vật, dù hoàn thiện và thống nhất, là một tập hợp của các tế bào phụ thuộc lẫn nhau. Các nhà khoa học trong lĩnh vực tế bào học, sử dụng những thiết bị hiển vi ngày càng mạnh mẽ và các phương pháp nhuộm mới, đã sớm phát hiện ra rằng: tế bào phức tạp hơn nhiều so với hình ảnh các buồng chứa chất lỏng đồng nhất từ những quan sát trước đó. Robert Brown đã mô tả nhân tế bào vào năm 1831, và vào cuối thế kỷ 19, các nhà tế bào học đã xác định được nhiều thành phần tế bào quan trọng: nhiễm sắc thể, trung thể, ty thể, lục lạp và các cấu trúc khác có thể nhìn thấy qua phương pháp nhuộm. Giữa năm 1874 và 1884, Walther Flemming đã mô tả các giai đoạn khác nhau của quá trình nguyên phân, chỉ ra rằng chúng không phải là lỗi nhân tạo trong quá trình nhuộm mà là một hiện tượng xảy ra trong các tế bào sống. Một điểm quan trọng khác cũng đã được quan sát, nhiễm sắc thể tăng gấp đôi số lượng ngay trước khi tế bào phân chia và quá trình này tạo ra một tế bào con. Phần lớn các nghiên cứu về quá trình di truyền đương thời đã hoà hợp trong lý thuyết dòng mầm của August Weismann: ông đã xác định nhân (sau này biết rõ là nhiễm sắc thể) là vật liệu di truyền, đề xuất sự phân biệt giữa tế bào xôma (tế bào sinh dưỡng) và tế bào mầm (Weismann cho rằng số lượng nhiễm sắc thể phải giảm một nửa ở tế bào mầm, gọi ý cho khái niệm giảm phân sau này) và đã áp dụng lý thuyết "mầm cơ quan" của Hugo de Vries. Công trình của Weismann có sức ảnh hưởng rất lớn, đặc biệt là trong lĩnh vực phôi học thực nghiệm mới nổi.
Đến giữa những năm 1850, thuyết chướng khí về bệnh (cho rằng bệnh được gây ra bởi "miasma" hay "chướng khí") phần lớn đã được thay thế bởi thuyết mầm bệnh, gây nên mối quan tâm sâu sắc đến các vi sinh vật và sự tương tác của chúng với các dạng sống khác. Đến những năm 1880, vi khuẩn học đã trở thành một môn học riêng lẻ và hoàn chỉnh, với công lao không thể không nhắc đến của Robert Koch, người đã giới thiệu các phương pháp nuôi cấy dòng vi khuẩn thuần trên gel agar có chứa chất dinh dưỡng trên những đĩa Petri. Quan niệm lâu đời là sinh vật sống có thể dễ dàng xuất hiện từ những vật chất không sống (thuyết tự sinh) đã bị lung lay bởi một loạt các thí nghiệm được thực hiện bởi Louis Pasteur. Cùng lúc đó, cuộc tranh luận giữa chủ nghĩa duy sinh và chủ nghĩa cơ học (một vấn đề có nguồn gốc từ tận thời Aristotle và những nhà nguyên tử luận Hy Lạp) vẫn chưa hề ngã ngũ.

#### Sự trỗi dậy của hóa học hữu cơ và sinh lý học thực nghiệm
Một vấn đề nổi trội trong hóa học bấy giờ là sự tách biệt giữa các chất hữu cơ và vô cơ, đặc biệt là trong các phản ứng biến đổi hữu cơ như lên men và thối rữa. Từ thời Aristotle, những phản ứng này đã được coi là thuần túy sinh học (duy sinh). Tuy nhiên, Friedrich Wöhler, Justus Liebig và những người tiên phong khác trong lĩnh vực hóa học hữu cơ - từ những công trình của Lavoisier - chỉ ra rằng: thế giới hữu cơ cũng có thể được phân tích bằng phương pháp vật lý và hóa học. Nhưng đến năm 1828, Wöhler đã chỉ ra rằng urê, một chất hữu cơ, có thể được tổng hợp hoàn toàn bằng phương tiện hóa học mà không liên quan đến sự sống, giáng một đòn mạnh mẽ vào chủ nghĩa duy sinh. Dịch chiết tế bào ("chất men") có thể ảnh hưởng đến các biến đổi hóa học cũng đã được phát hiện, bắt đầu với sự phát hiện của diastase vào năm 1833. Đến cuối thế kỷ 19, khái niệm enzyme đã được thiết lập vững chắc, dù các phương trình động học hóa học sẽ vẫn chưa được áp dụng cho các phản ứng enzyme cho đến tận đầu thế kỷ 20.
Các nhà sinh lý học như Claude Bernard đã khám phá (thông qua hoạt động sinh học và các phương pháp thí nghiệm khác) các chức năng hóa học và vật lý của cơ thể sống ở quy mô chưa từng có, đặt nền tảng cho bộ môn nội tiết học (một lĩnh vực phát triển nhanh chóng sau khi phát hiện ra hormone đầu tiên với tên gọi secretin vào năm 1902), cơ sinh học cũng như những nghiên cứu về dinh dưỡng và tiêu hóa. Tầm quan trọng và đa dạng của các phương pháp sinh lý thực nghiệm, trong cả y học và sinh học, đã có những bước tiến đáng kể vào nửa sau của thế kỷ 19. Việc kiểm soát và điều khiển các quá trình sống trở thành mối quan tâm chính, và thí nghiệm được đặt ở trung tâm trong giáo dục sinh học.

## Sinh học vào thế kỷ 20
Vào đầu thế kỷ 20, nghiên cứu sinh học đa phần mang tính chuyên nghiệp và hàn lâm. Hầu hết các tác phẩm vẫn được viết với góc nhìn lịch sử tự nhiên, tức là nhấn mạnh phân tích hình thái và phát sinh chủng loại trên những các dữ liệu thu được từ thực nghiệm. Tuy nhiên, các nhà sinh lý học và nhà phôi học thực nghiệm phản đối thuyết duy sinh ngày càng có sức ảnh hưởng, đặc biệt là ở châu Âu. Thành công to lớn của các phương pháp tiếp cận thực nghiệm đối với sự phát triển, di truyền và trao đổi chất trong những năm 1900 và 1910 đã chứng minh sức mạnh của thí nghiệm trong sinh học. Trong những thập kỷ tiếp theo, thực nghiệm đã thay thế lịch sử tự nhiên, trở thành phương thức chủ đạo trong nghiên cứu sinh học.

### Sinh thái học và khoa học môi trường
Vào đầu thế kỷ 20, các nhà tự nhiên học đã phải đối mặt với áp lực ngày càng tăng để tăng thêm sự chặt chẽ và tính thực nghiệm trong phương pháp của họ, giống như các ngành sinh học trong-phòng-thí-nghiệm mới nổi đã thực hiện. Bộ môn sinh thái học xuất hiện như là sự kết hợp của địa sinh học với khái niệm chu trình sinh địa hóa được tiên phong bởi các nhà hóa học. Các nhà sinh học thực địa đã phát triển các phương pháp định lượng như ô tiêu chuẩn và sử dụng các thiết bị phòng thí nghiệm phù hợp cho lĩnh vực này, tách biệt công trình của họ khỏi cách nghiên cứu lịch sử tự nhiên truyền thống. Các nhà động vật học và thực vật học cũng cố gắng hết sức để giảm thiểu sự khó lường và nhiễu động khi nghiên cứu về thế giới sống: thực hiện các nghiên cứu trong phòng thí nghiệm và nghiên cứu trên các môi trường tự nhiên bán kiểm soát như vườn. Các tổ chức mới ra đời như Trung tâm Carnegie cho Tiến hóa Thực nghiệm và Phòng thí nghiệm Sinh học biển đã tạo ra nhiều môi trường nghiêm ngặt để nghiên cứu các sinh vật trong toàn bộ vòng đời của chúng.

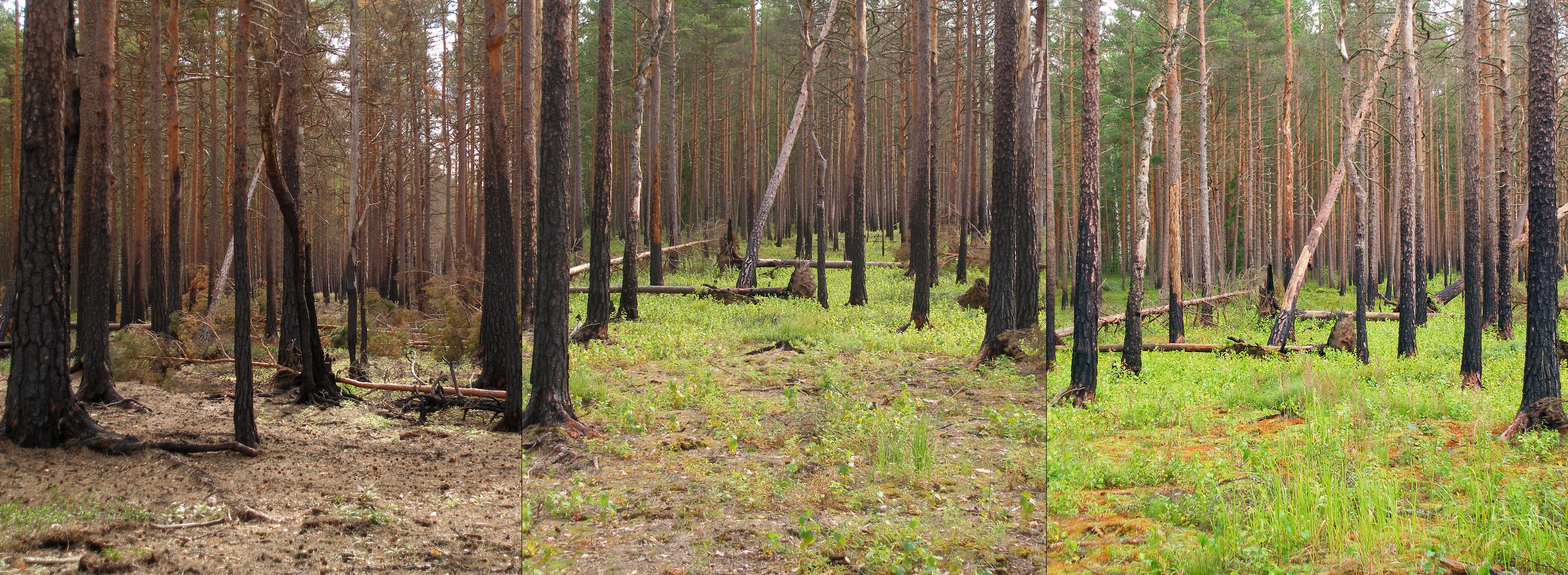
Sự biến đổi của một cánh rừng Taiga một năm, hai năm và ba năm (từ trái qua phải) sau khi xảy ra cháy rừng, một ví dụ của diễn thế sinh thái.

Khái niệm diễn thế sinh thái, được tiên phong đưa ra vào những năm 1900 và 1910 bởi Henry Chandler Cowles và Frederic Clements, là rất quan trọng trong những nghiên cứu buổi đầu về sinh thái học thực vật. Các phương trình toán học cho quan hệ vật dữ-con mồi của Alfred Lotka, các nghiên cứu của G. Evelyn Hutchinson về địa lý sinh học và địa lý sinh hóa học của các hồ và sông (hồ học) và các nghiên cứu về chuỗi thức ăn của Charles Elton là tiên phong trong các phương pháp định lượng đang phát triển. Sinh thái học đã trở thành một môn học độc lập vào khoảng những năm 1940 và 1950 sau khi Eugene P. Odum tổng hợp nhiều khái niệm về sinh thái học hệ sinh thái, đặt sự tương tác giữa các tổ chức sinh vật (đặc biệt là mối quan hệ vật chất và năng lượng) vào trung tâm của bộ môn.
Vào những năm 1960, khi các nhà lý thuyết tiến hóa khám phá khả năng là có nhiều đơn vị chọn lọc, các nhà sinh thái học đã chuyển sang các cách tiếp cận từ góc nhìn tiến hóa. Trong sinh thái học quần thể, tranh luận về chọn lọc nhóm diễn ra không lâu nhưng khá mạnh mẽ; đến năm 1970, hầu hết các nhà sinh học đều đồng ý rằng: chọn lọc tự nhiên hiếm khi hiệu quả với các cấp độ lớn hơn cá thể. Tuy nhiên, sự tiến hóa của các hệ sinh thái đã trở thành một trọng tâm nghiên cứu lâu dài. Ngành sinh thái học cũng phát triển nhanh chóng với sự nổi lên của các phong trào môi trường. Chương trình Sinh học Quốc tế đã cố gắng áp dụng các phương pháp của khoa học lớn ("Big Science", đã rất thành công trong vật lý) vào hệ sinh thái và các vấn đề môi trường cấp bách. Những nỗ lực độc lập ở quy mô nhỏ hơn như địa lý sinh học đảo và rừng thí nghiệm Hubbard Brook cũng giúp xác định lại phạm vi của một ngành học ngày càng đa dạng.

### Di truyền học cổ điển, thuyết tiến hóa và thuyết tiến hóa tổng hợp hiện đại
Năm 1900 được gọi là tái khám phá Mendel: Hugo de Vries, Carl Correns và Erich von Tschermak, độc lập với nhau, đã tìm ra những quy luật di truyền Mendel (vốn không thực sự có trong tác phẩm của Mendel). Ngay sau đó, các nhà sinh học tế bào đã đề xuất rằng nhiễm sắc thể chính là vật chất di truyền. Trong khoảng thời gian từ 1910 đến 1915, Thomas Hunt Morgan và những cộng sự "ruồi học" khác đã gộp cả hai ý tưởng này - vốn đều gây tranh cãi - thành cái gọi là quy luật "di truyền nhiễm sắc thể Mendel". Họ đã định lượng hiện tượng di truyền liên kết và cho rằng các gen nằm trên nhiễm sắc thể như hạt cườm đính trên sợi dây; các nhà nghiên cứu cũng đưa ra giả thuyết về trao đổi chéo để giải thích hiện tượng liên kết và xây dựng bản đồ di truyền của ruồi giấm Drosophila melanogaster, loài sau này trở thành một sinh vật mô hình được sử dụng rộng rãi.

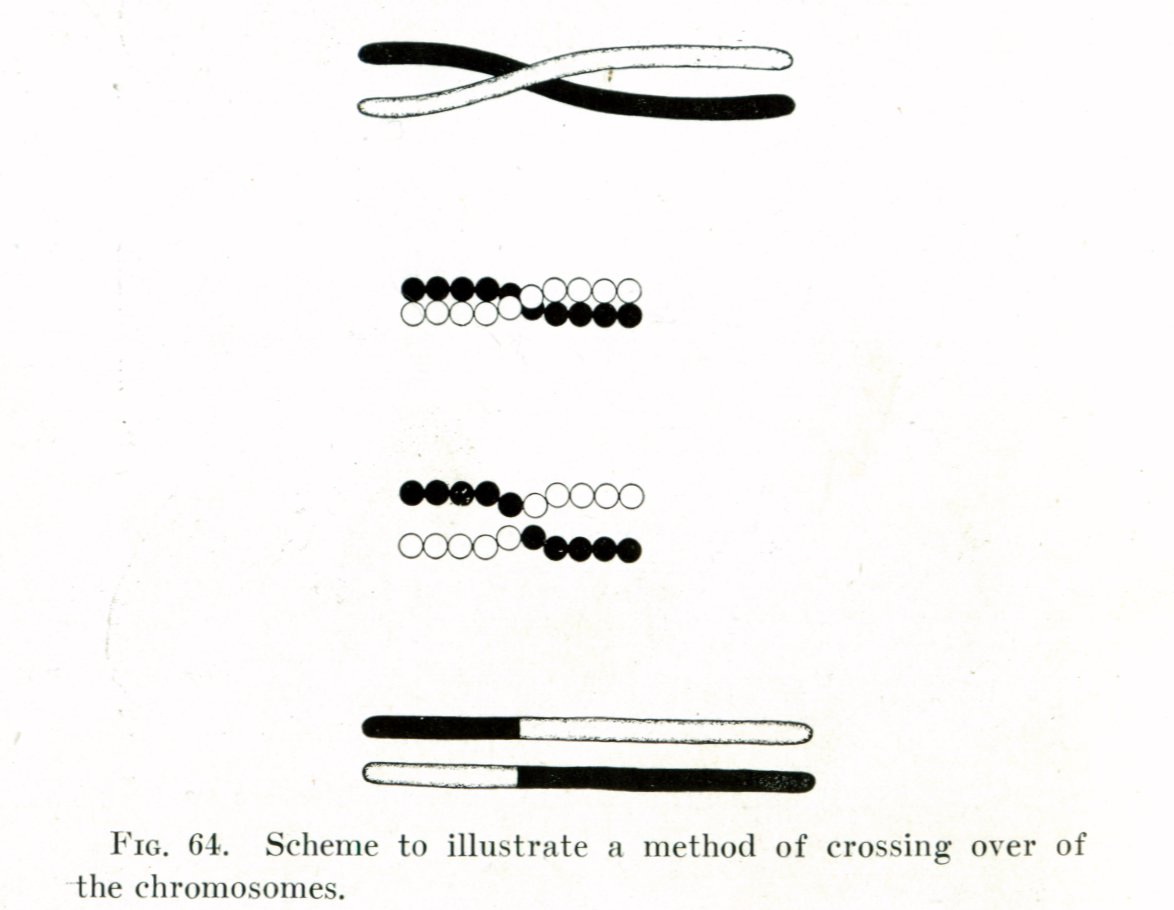
Hình minh họa của Thomas Hunt Morgan về quá trình trao đổi chéo, một phần trong lý thuyết di truyền nhiễm sắc thể Mendel.

Hugo de Vries đã cố gắng liên kết thuyết di truyền mới với sự tiến hóa. Dựa trên công trình của mình với di truyền và lai tạo, ông đã đề xuất một lý thuyết về đột biến, được chấp nhận rộng rãi vào đầu thế kỷ 20. Học thuyết tiến hóa Lamarck, hay lý thuyết thừa kế các đặc điểm tập nhiễm cũng thu hút nhiều người ủng hộ. Học thuyết Darwin giờ được coi là không phù hợp khi xét những tính trạng biến đổi liên tục dường như chỉ có một phần là do di truyền, được nghiên cứu bởi các nhà sinh học thống kê. Trong những năm 1920 và 1930, với sự đồng thuận về thuyết nhiễm sắc thể Mendel, bộ môn di truyền học quần thể với các công trình của Ronald Fisher, John Haldane và Sewall Wright, đã thống nhất ý tưởng tiến hóa bằng cách gộp thuyết chọn lọc tự nhiên với di truyền học Mendel, tạo thành thuyết tiến hóa tổng hợp hiện đại. Lý thuyết kế thừa các tính trạng tập nhiễm đã bị gạch bỏ hoàn toàn, bên cạnh đó, những học thuyết về đột biến cũng đang phát triển cùng với những tiến bộ trong di truyền học.
Trong nửa sau của thế kỷ, những ý tưởng về di truyền quần thể bắt đầu được áp dụng trong các lĩnh vực mới như di truyền học tập tính, xã hội học và đặc biệt ở con người, tâm lý học tiến hóa. Trong những năm 1960, Hamilton và những nhà khoa học khác đã phát triển các lý thuyết trò chơi để giải thích hiện tượng "vị tha" khi nhìn từ góc độ tiến hóa thông qua chọn lọc theo dòng dõi. Lý thuyết về nguồn gốc của các sinh vật bậc cao thông qua nội cộng sinh, và các cách tiếp cận đối lập với tiến hóa phân tử với quan điểm tập trung vào gen (được coi là nguyên nhân chính của tiến hóa) và học thuyết trung tính (đưa phiêu bạt di truyền trở thành một nhân tố chính trong tiến hóa) đã tạo nên những cuộc tranh luận không có hồi kết về mối cân bằng thích hợp giữa sự thích nghi và sự ngẫu nhiên trong tiến hóa.
Vào những năm 1970, Stephen Jay Gould và Niles Eldredge đã đề xuất lý thuyết về trạng thái cân bằng ngắt quãng khi xem xét hồ sơ hóa thạch: sinh vật chủ yếu là không biến đổi trong đại đa số thời gian và hầu hết các thay đổi tiến hóa chỉ xảy ra nhanh chóng trong khoảng thời gian tương đối ngắn. Năm 1980, Luis Alvarez và Walter Alvarez đã đưa ra giả thuyết rằng một va chạm thiên thạch là nguyên nhân gây ra hiện tượng tuyệt chủng kỷ Creta-Paleogene. Cũng vào đầu những năm 1980, phân tích thống kê về hồ sơ hóa thạch ở các sinh vật biển do Jack Sepkoski và David Raup đã giúp đánh giá chính xác hơn về tầm quan trọng của các sự kiện tuyệt chủng hàng loạt đối với lịch sử sự sống trên Trái Đất.

#### Nguồn gốc của sinh học phân tử

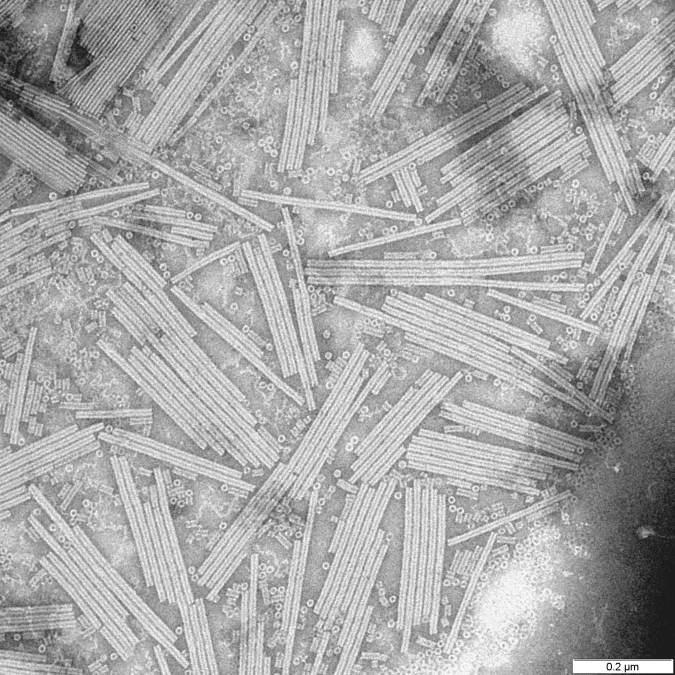
Việc tinh thể hóa virus khảm thuốc lá thành một nucleoprotein tinh khiết vào năm 1935 (được thực hiện bởi Wendell Stanley) đã thuyết phục nhiều nhà khoa học rằng sự di truyền có thể được giải thích hoàn toàn thông qua vật lý và hóa học.

"Luận thuyết trung tâm của sinh học phân tử" được đề xuất bởi Francis Crick vào năm 1958. Đây là sơ đồ Crick dùng để miêu tả về cách ông quan niệm về luận thuyết trung tâm vào thời điểm đó. Các đường liền nét thể hiện các cách truyền thông tin đã biết (vào năm 1958) và các đường đứt nét biểu thị các con đường chưa được biết.

#### Phát triển sinh học phân tử

DNA, biểu tượng của sinh học hiện đại, là một trong những trọng tâm nghiên cứu của sinh học phân tử

#### DNA tái tổ hợp

Những chủng Escherichia coli được biến đổi cẩn thận là công cụ đắc lực trong nghiên cứu công nghệ sinh học cũng như các lĩnh vực sinh học khác.

#### Hệ thống học phân tử và hệ gen học

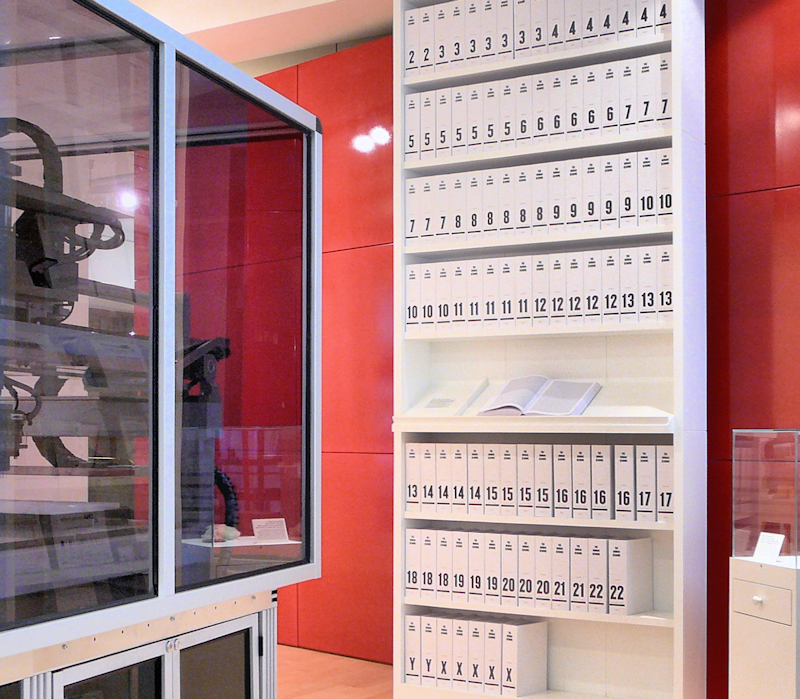
Trình tự của bộ gen người lần đầu tiên được xuất và in thành một loạt sách, hiện đang được trưng bày tại Bộ sưu tập Wellcome, Luân Đôn

## Khoa học sự sống trong thế kỷ 21

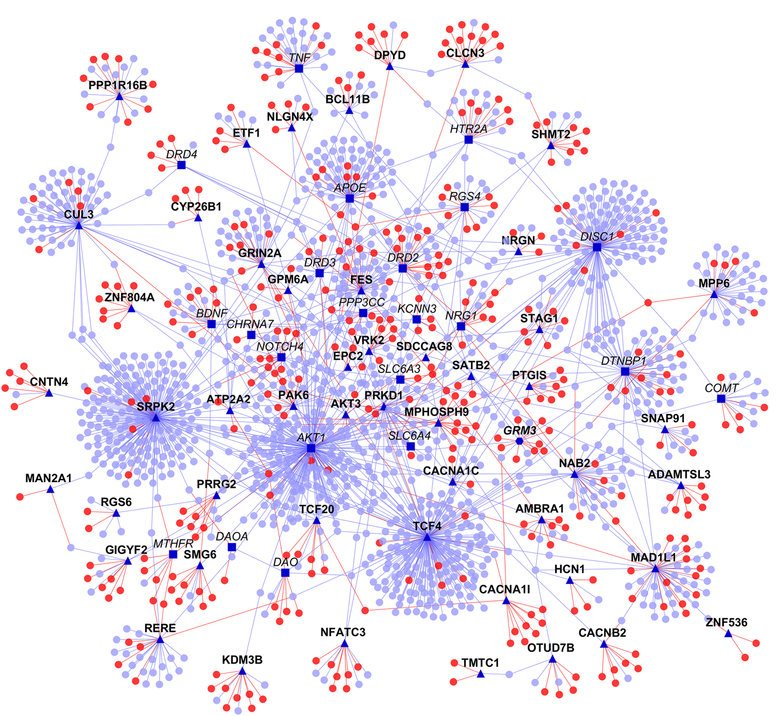
Tin sinh học có thể được sử dụng để xây dựng mạng lưới tương tác sinh học, như ở đây là hình ảnh các tương tác protein của các gen liên quan đến bệnh tâm thần phân liệt.

### Hóa sinh học, vi sinh vật học và sinh học phân tử
Vào cuối thế kỷ 19, tất cả các con đường chính của quá trình chuyển hóa thuốc đã được phát hiện, cũng như những phác thảo về chuyển hóa protein và acid béo và tổng hợp urea. Trong những thập niên đầu của thế kỷ 20, các thành phần vi lượng trong chế độ dinh dưỡng ở người, các vitamin, bắt đầu được phân lập và tổng hợp. Các kỹ thuật trong phòng thí nghiệm được cải tiến như sắc ký và điện di đã dẫn đến những tiến bộ nhanh chóng trong hóa học sinh lý học - và giống như hóa sinh học - bộ môn này dần tách khỏi nguồn gốc y tế ban đầu của mình. Trong những năm 1920 và 1930, các nhà hóa sinh học do Hans Krebs và vợ chồng Carl và Gerty Cori dẫn đầu đã bắt đầu khám phá ra nhiều quá trình trao đổi chất là trung tâm của sự sống: chu trình acid citric, quá trình tân tạo đường và đường phân, và tổng hợp steroid và porphyrin. Giữa những năm 1930 và 1950, Fritz Lipmann và những nhà khoa học khác đã xác định vai trò của ATP là chất mang năng lượng chung trong tế bào và ty thể được gọi là "nhà máy năng lượng" của tế bào. Các nghiên cứu sinh hóa truyền thống như vậy vẫn tiếp tục được theo đuổi trong suốt thế kỷ 20 và đến thế kỷ 21.